# Tyrannochthonius volcanus
Espèce
Tyrannochthonius volcanus est une espèce de pseudoscorpions de la famille des Chthoniidae.

## Distribution
Cette espèce est endémique du Chiapas au Mexique,. Elle se rencontre sur le Cerro Tzontehuitz à San Cristóbal de Las Casas.

## Description
Les mâles mesurent de 1,25 à 1,27 mm et la femelle paratype 1,46 mm.

## Publication originale
- Muchmore, 1977 : Preliminary list of the pseudoscorpions of the Yucatan Peninsula and adjacent regions, with descriptions of some new species (Arachnida: Pseudoscorpionida). Bulletin of the Association for Mexican Cave Studies, no 6, p. 63-78 (texte intégral).